# The Great Dictator
The Great Dictator (dịch: Nhà độc tài vĩ đại) là một bộ phim hài kịch châm biếm chính trị Mỹ năm 1940 được viết, đạo diễn, sản xuất, ghi điểm và có sự tham gia của diễn viên hài người Mỹ gốc Anh Charlie Chaplin, theo truyền thống của nhiều bộ phim khác của ông. Đã từng là nhà làm phim Hollywood duy nhất tiếp tục sản xuất những bộ phim câm vào giai đoạn phim âm thanh, đây là bộ phim nói thực sự đầu tiên của Chaplin.
Bộ phim của Chaplin đã đưa ra một sự lên án gây xôn xao về Adolf Hitler, Benito Mussolini, chủ nghĩa phát xít, chủ nghĩa bài Do Thái và Đức quốc xã. Vào thời điểm phát hành phim này lần đầu tiên, Hoa Kỳ vẫn chính thức giữ trạng thái hòa bình với Đức Quốc xã. Chaplin đóng cả hai vai diễn chính: một nhà độc tài phát xít tàn nhẫn, Andolt Heinkel, một nhà độc tài với bộ quân phục cũ và đôi ủng cao của nước Tomainia (lấy hình mẫu chính từ Adolf Hitler) và một thợ cắt tóc người Do Thái bị đàn áp.
The Great Dictator được khán giả yêu thích, trở thành bộ phim thành công nhất về mặt thương mại của Chaplin. Các nhà phê bình hiện đại cũng ca ngợi nó là một bộ phim có ý nghĩa lịch sử và là một tác phẩm châm biếm quan trọng, vào năm 1997, nó đã được Thư viện Quốc hội chọn để lưu giữ trong Cơ quan Đăng ký Phim Quốc gia Hoa Kỳ là "về mặt văn hóa, lịch sử, hoặc có ý nghĩa về mặt thẩm mỹ ". The Great Dictator được đề cử năm giải Oscar  - phim hay nhất, nam diễn viên xuất sắc nhất, kịch bản gốc hay nhất, nam diễn viên phụ xuất sắc nhất cho Jack Oakie, nam diễn viên vào vai Benzino Napaloni, một nhà độc tài của Bacteria (lấy hình mẫu từ Benito Mussolini) và nhạc phim hay nhất.
Trong cuốn tự truyện năm 1964, Chaplin tuyên bố rằng ông sẽ không thể thực hiện bộ phim này nếu biết về mức độ kinh hoàng thực sự của các trại tập trung của Đức Quốc xã vào thời điểm đó.